# 김지훈 (1981년생 배우)
김지훈(金智勳, 1981년 5월 9일 ~ )은 대한민국의 배우이다.

## 학력
- 서울용마초등학교
- 구의중학교
- 건국대학교 사범대학 부속고등학교
- 아주대학교 심리학과 (학사)

## 출연작

### 드라마
| 연도 | 방송사               | 제목                                 | 역할            | 비고   | 일본판 성우진   |
| ---- | -------------------- | ------------------------------------ | --------------- | ------ | --------------- |
| 2002 | KBS2                 | 러빙유                               | 최성욱          |        |                 |
| 2003 | SBS                  | 흥부네 박터졌네                      | 박영구          |        |                 |
| 2004 | MBC                  | MBC 베스트극장 - 강장수의 러브하우스 | 강장수          |        |                 |
| 2004 | SBS                  | 토지                                 | 어린 김길상     |        |                 |
| 2005 | MBC                  | 사랑찬가                             | 강혁            |        |                 |
| 2005 | KBS2                 | 황금사과                             | 김경구          |        |                 |
| 2005 | 위성DMB              | YAP                                  | 김지훈          |        |                 |
| 2006 | KBS2                 | 위대한 유산                          | 최시완          |        |                 |
| 2006 | MBC                  | 얼마나 좋길래                        | 서동수          |        |                 |
| 2007 | KBS2                 | 꽃 찾으러 왔단다                     | 고은탁          |        |                 |
| 2007 | KBS2                 | 며느리 전성시대                      | 이복수          |        |                 |
| 2008 | SBS                  | 우리집에 왜왔니                      | 조기동          |        |                 |
| 2008 | KBS2                 | 연애결혼                             | 박현수          |        |                 |
| 2009 | KBS2                 | 천추태후                             | 고려 현종       |        |                 |
| 2010 | SBS                  | 별을 따다줘                          | 원강하          |        |                 |
| 2010 | tvN                  | 조선X파일 기찰비록                   | 김형도          |        |                 |
| 2011 | 국방TV               | 행군                                 | 나요한          |        |                 |
| 2013 | tvN                  | 이웃집 꽃미남                        | 오진락          |        |                 |
| 2013 | SBS                  | 결혼의 여신                          | 강태욱          |        |                 |
| 2014 | MBC                  | 왔다! 장보리                         | 이재화          |        |                 |
| 2015 | KBS2                 | KBS 드라마 스페셜 - 웃기는 여자      | 오정우          |        |                 |
| 2016 | KBS2                 | 우리집에 사는 남자                   | 조동진          |        |                 |
| 2017 | KBS2                 | 그녀를 찾아줘                        | 김정남          |        |                 |
| 2017 | MBC                  | 도둑놈, 도둑님                       | 한준희 / 장민재 |        |                 |
| 2018 | MBC                  | 부잣집 아들                          | 이광재          |        |                 |
| 2019 | TV조선               | 바벨                                 | 태민호          |        |                 |
| 2020 | tvN                  | 악의 꽃                              | (진짜) 백희성   |        |                 |
| 2022 | tvN                  | 연예인 매니저로 살아남기             | 김지훈          |        |                 |
| 2022 | 넷플릭스             | 종이의 집: 공동경제구역              | 덴버            |        | 무사시 신노스케 |
| 2023 | 넷플릭스             | 연애대전                             |                 |        |                 |
| 2023 | TVING                | 이재, 곧 죽습니다                    | 박태우          |        |                 |
| 2025 | SBS                  | 귀궁                                 | 이정            | 16부작 |                 |
| 미정 | 아마존 프라임 비디오 | 버터플라이                           |                 |        |                 |

### 연극
- 2010년 《웃음의 대학》

### 영화
| 연도 | 제목              | 역할      | 비고                                | 일본판 성우진   |
| ---- | ----------------- | --------- | ----------------------------------- | --------------- |
| 2010 | 나탈리            | 민우      | 주연                                |                 |
| 2017 | 역모: 반란의 시대 | 이인좌    | 주연                                |                 |
| 2023 | 발레리나          | 최프로(†) | 주연 본작의 메인 빌런이자 최종 보스 | 오카이 카츠노리 |

### CF
- 아모레 퍼시픽 라네즈 옴므 썬 블록 로션
- 솔로몬와이즈론
- 오리온 오리온 마켓 오 리얼 초콜릿

### 뮤직비디오
- 강타 - 〈프로포즈〉
- 추가열 - 〈나 같은건 없는 건가요〉
- BoA - 〈늘..(Waiting..)〉
- 신화 - 〈너의 결혼식 (Wedding)〉
- 플라이 투 더 스카이 - 〈습관〉
- 다나 - 〈남겨둔 이야기 (Maybe)〉
- 은휼 - 〈붙잡고 싶어질테니까〉
- 뚜띠 - 〈삼백원〉
- 유리상자 - 〈기억력〉
- 이기찬 - 〈미인〉
- 하나 - 〈잊었니〉
- PK 헤만 - 〈못잊어〉
- 성제 - 〈사랑은 되는 거라며〉
- 엠씨 더 맥스 - 〈뒤차가 경적을〉

## 예능
- Mnet 《Mnet 핫라인》 - VJ
- EBS 《요리조리팡팡》 - MC
- KBS 《상상플러스》 - MC
- K-STAR 《노는 오빠》 - MC
- SBS 《썸남썸녀》
- Mnet 《원나잇 스터디》 - 게스트
- tvN 《내친구와 식샤를 합시다》
- JTBC 《크라임씬 시즌 2》 - 게스트
- JTBC 《김제동의 톡투유 - 걱정 말아요! 그대》 - 게스트
- tvN 《현장토크쇼 택시》 - 게스트
- JTBC 《크라임씬 시즌 3》 - 참가자(고정)
- JTBC 《한끼줍쇼》 - 게스트
- tvN 《문제적 남자》
- MBC  《나 혼자 산다》
- tvN 《놀라운 토요일》
- 채널A 《블랙2: 영혼파괴자들》 - MC
- SBS 《미운 우리 새끼》

## 방송
- TV조선 《식객 허영만의 백반기행》- 221회

## 홍보대사
- 2008년 제2회 공주 천마 신상옥 청년영화제 홍보대사 위촉
- 2013년 국민연금 사회공헌 명예대사 위촉

## 광고
- 2003년 배스킨라빈스 31
- 2013년 오리온 마켓오 리얼 초콜릿

## 수상 및 후보
| 연도 | 시상식                         | 부문                           | 작품            | 결과 |
| ---- | ------------------------------ | ------------------------------ | --------------- | ---- |
| 2006 | MBC 연기대상                   | 남자 신인연기상                | 얼마나 좋길래   | 후보 |
| 2007 | KBS 연기대상                   | 남자 신인연기상                | 며느리 전성시대 | 수상 |
| 2007 | KBS 연기대상                   | 베스트 커플상 (with 이수경)    | 며느리 전성시대 | 수상 |
| 2008 | KBS 연예대상                   | 쇼·오락부문 남자 신인상        | 상상플러스      | 후보 |
| 2013 | 맨즈 핼스                      | 명예 쿨가이                    | 빈칸            | 수상 |
| 2013 | SBS 연기대상                   | 장편드라마부문 남자 우수연기상 | 결혼의 여신     | 수상 |
| 2014 | 제3회 에이판 스타 어워즈       | 장편드라마부문 남자 우수연기상 | 왔다! 장보리    | 수상 |
| 2014 | 제22회 대한민국문화연예대상    | 드라마부문 남자 최우수연기상   | 왔다! 장보리    | 수상 |
| 2014 | MBC 연기대상                   | 연속극부문 남자 최우수연기상   | 왔다! 장보리    | 수상 |
| 2017 | MBC 연기대상                   | 주말극부문 남자 최우수연기상   | 도둑놈, 도둑님  | 후보 |
| 2018 | 제6회 아시아태평양 스타 어워즈 | 장편드라마부문 남자 우수연기상 | 부잣집 아들     | 후보 |
| 2018 | MBC 연기대상                   | 연속극부문 남자 최우수연기상   | 부잣집 아들     | 후보 |
| 2021 | 제57회 백상예술대상            | TV부문 남자 조연상             | 악의 꽃         | 후보 |
| 2023 | 제8회 아시아 아티스트 어워즈   | 배우 부문 베스트 아티스트상    | 빈칸            | 수상 |